# 1st Marine Aircraft Wing
1ère escadre aérienne du Corps des Marines
La 1st Marine Aircraft Wing (en abrégé 1st MAW) est l'unité aérienne du Corps des Marines des États-Unis qui sert d'élément de combat aérien du III Marine Expeditionary Force. Elle est basée au Camp Foster sur l'île d'Okinawa, au Japon. Activée en 1940, l'aile a connu de lourdes opérations de combat pendant la Seconde Guerre mondiale, la guerre de Corée et la guerre du Vietnam.

## Mission
Mener des opérations aériennes à l'appui des Forces maritimes de la flotte pour inclure le soutien aérien offensif, la guerre antiaérienne, le soutien d'assaut, la reconnaissance aérienne, y compris les contre-mesures électroniques actives et passives (ECM), et le contrôle des aéronefs et des missiles. En tant que fonction collatérale, l'escadre peut participer en tant que partie intégrante de l'aviation navale à l'exécution de telles autres fonctions de la marine que le commandant de la flotte peut diriger.

## Force actuelle

### Emplacements
- Marine Corps Air Station Futenma
- Marine Corps Air Station Iwakuni
- Marine Corps Air Station Kaneohe Bay

### Unités subordonnées
La 1ère MAW se compose de quatre groupes subordonnés, un escadron de quartier général et une unité de liaison :
- Marine Wing Headquarters Squadron 1 (en) (MWHS-1)
- Marine Wing Liaison Kadena (en) (MWLK)
- Marine Aircraft Group 12 (MAG-12)
- Marine Aircraft Group 24 (MAG-24)
- Marine Aircraft Group 36 (MAG-36)
- Marine Air Control Group 18 (MACG-18)

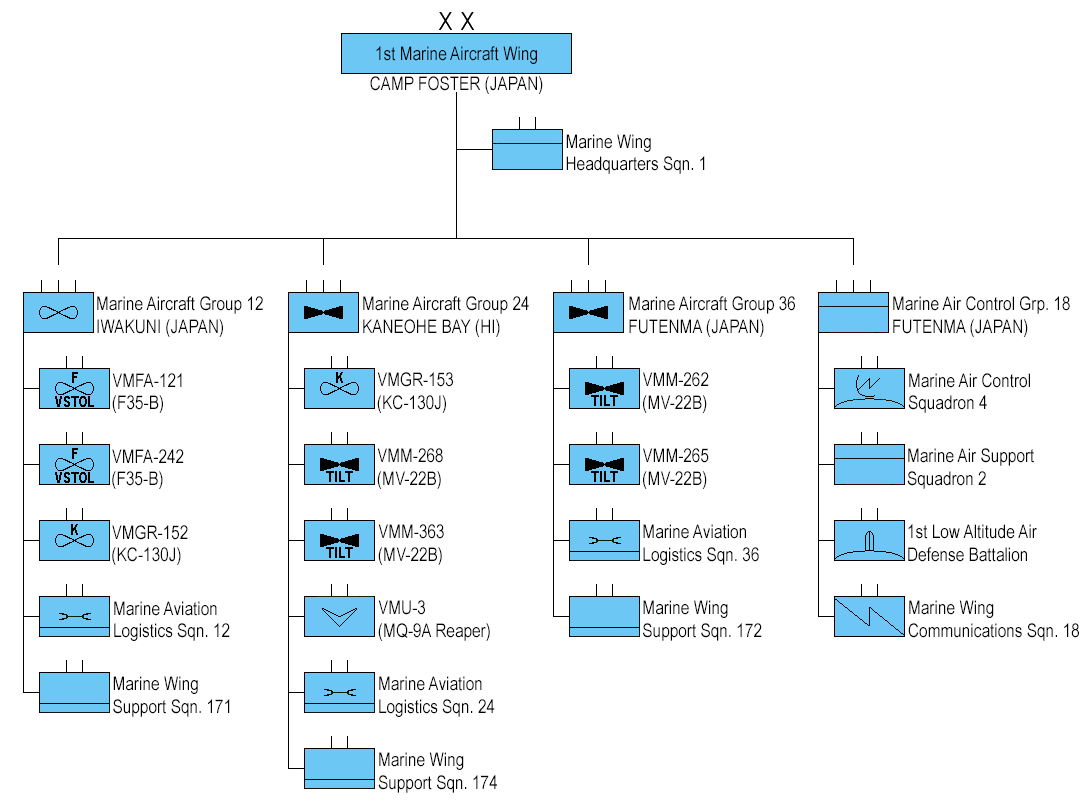
Structure du 1st Marine Aircraft Wing en 2025

## Historique

### Origine
À la fin de 1940, le Congrès a autorisé une flotte aéronavale de quinze mille avions. Le Marine Corps s'est vu attribuer un pourcentage de ces avions à former en 2 escadres aériennes avec 32 escadrons opérationnels. Sur les conseils de conseillers de la Marine et de la Marine revenant d'observer la guerre en Europe, ces chiffres ont été doublés très peu de temps après. C'est dans le cadre de ce programme d'expansion que la 1st Marine Aircraft Wing a été activée à la Marine Corps Base Quantico, en Virginie, le 7 juillet 1941. Elle était à l'époque la plus grande unité d'aviation de la Côte est des États-Unis, considérée comme un descendant non officiel du Northern Bombing Group de la Première Guerre mondiale.
À la suite de l'attaque de Pearl Harbor, elle a été transférée à la Naval Air Station North Island, en Californie, le 10 décembre 1941, puis au Camp Kearny (en) le 31 décembre. Son premier déploiement a eu lieu en août 1942 lorsque des éléments avancés de l'escadre est arrivé à Guadalcanal et a constitué la Cactus Air Force soutenant la 1re division des Marines pendant la bataille de Guadalcanal.

### Aéronefs actuels
- Aéronef à voilure fixe  :
  - F/A-18D Hornet
  - F-35B Lightning II
  - KC-130J Super Hercules
- Hélicoptère :
  - AH-1W SuperCobra
  - AH-1Z Viper
  - UH-1Y Venom
  - CH-53E Super Stallion
- Tiltrotor (Avion à décollage et atterrissage vertical) :
  - MV-22B Osprey
- Drone :
- RQ-7 Shadow
- Scan Eagle